# Виденеев, Виктор Иванович
Виктор Иванович Виденеев (род. 15 декабря 1959, Ишимбай, Башкирская АССР) — российский бизнесмен (нефтедобыча). Кандидат технических наук, лауреат премии Правительства РФ в области науки и техники. Имеет три высших образования.

## Биография
Виктор Иванович Виденеев родился 15 декабря 1959 года в городе Ишимбае Башкирской АССР. В 1975 году окончил ишимбайскую школу № 24.

### Образование
- 1979 — Ишимбайский нефтяной техникум.
- 1984 — Уральский политехнический институт, Свердловск.
- 1990 — Тюменский индустриальный институт, Тюмень.
- 2000 — Академия народного хозяйства при Правительстве Российской Федерации.

Специальность по образованию: Технология и комплексная механизация разработки нефтяных и газовых месторождений, горный инженер, менеджер высшей категории.
- 2002 — аспирантура. Кандидат технических наук, защитил диссертацию на тему: «Организация ремонтных работ на скважинах в осложненных условиях разработки нефтяных месторождений Среднего Приобья».

### Трудовая деятельность
Начинал в НГДУ «Правдинскнефть» ПО «Юганскнефтегаз».
Отслужив в рядах Вооруженных сил с 1984 по 1986 годы, продолжил работу в НГДУ «Юганскнефть» ПО «Юганскнефтегаз».
С 1986 по 1998 годы занимал должности технолога, мастера, старшего инженера — зам. начальника ЦДНГ, начальника ЦДНГ, начальника ЦИТС НГДУ «Юганскнефть» ПО «Юганскнефтегаз», главного инженера НГДУ «Майскнефть» ПО «Юганскнефтегаз».
С 1998 года работает в Тюменской нефтяной компании: директор департамента новых регионов и инвестиционных проектов ОАО «Тюменьнефтегаз»; заместитель управляющего директора ОАО «Тюменьнефтегаз» — директор Ермаковского НГДП; генеральный директор ОДАО НГДУ «Приобънефть» ОАО «Нижневартовскнефтегаз»; главный инженер — первый заместитель испольнительного директора ОАО «Нижневартовскнефтегаз».
С июня 2000 по 2002 год Генеральный директор ОАО «Нижневартовскнефтегаз» ОАО «Тюменская нефтяная компания».
С 2002 по 2003 год — первый заместитель директора по производству ОАО «Саратовнефтегаз».
С 2003 по 2005 год — генеральный директор нефтяной компании ООО «ЮЮС»
С 12 апреля 2005 года по 4 апреля 2006 года — генеральный директор ОАО «Курганхиммаш».
В 2008—2010 годах — генеральный директор ООО «Инжиниринговая компания «Нефтегазовые системы», г. Москва.

## Награды
- Премия Правительства Российской Федерации в области науки и техники, 18 февраля 2003 года[4].